# Fundación Universitaria San Pablo CEU
La Fundación Universitaria San Pablo CEU, conocida como CEU (siglas de Centro de Estudios Universitarios), es una institución con la forma jurídica de fundación dedicada a la educación, fundada por la Asociación Católica de Propagandistas (ACdP).

## Historia

### Centro de Estudios Universitarios (CEU)
Fundada en enero de 1933 como el Centro de Estudios Universitarios, obra académica de la Asociación Católica de Propagandistas, en la calle de Alfonso XI de Madrid (en el edificio que actualmente ocupa la cadena de radio COPE), por Ángel Herrera Oria, posteriormente ordenado sacerdote (1940) y cardenal (1965), también fundador de El Debate y Editorial Católica, y el padre Ángel Ayala, en plena II República española, como una institución para formar líderes que deberían ocupar cargos del alta responsabilidad. El propio Herrera Oria había sido designado presidente de Acción Popular. 
A su llegada a Madrid, en enero de 1933, Federico Salmón fue nombrado primer rector del Centro de Estudios Universitarios (CEU). Compartía el claustro con Isidoro Martín Martínez, Mariano Sebastián Herrador, Juan Beneyto Pérez, Francisco Sánchez Miranda, Joaquín de la Sotilla, Pedro Gamero del Castillo y José Guallar López. Compaginaba el cargo de rector con las clases de tercer año en Derecho Administrativo y de primer año en Derecho Civil. Dado que Ángel Herrera era jurista y periodista de formación, éstas también fueron las primeras disciplinas que comenzaron a impartirse.
Se divió en sus inicios en cátedras superiores (Teología, Religión, Filosofía, Economía, Política Agraria e Historia), facultad de derecho y cursos públicos sobre cuestiones de actualidad. El balance en mayo de 1934 era, en las llamadas cátedras superiores, de 137 asistentes en Economía (con José Larraz López), 95 en Política Agraria (con Fernando Martín-Sánchez Juliá) y 88 en Filosofía (con Máximo Yurramendi). En la facultad de derecho se habían matriculado 204 alumnos. Por lo que respectaba a los cursos públicos el de mayor éxito, con 70 matriculados, era el dirigido por el sacerdote Eugenio Beitia Acción Católica. En los años siguientes, hasta 1936 se añaden los estudios de Ciencia del Estado, precursora de la Facultad de Ciencias Políticas.
Tras el paréntesis de la guerra civil, CEU sigue una línea ascendente formando preferentemente a profesorado para oposiciones a cátedra. En lo que respecta a los rectores fueron sucediendo a Federico Salmón, Juan Contreras, marqués de Lozoya, Pedro Cantero Cuadrado, Ignacio de Casso y Romero e Isidoro Martín.
Ampliándose materias y disciplinas, con el paso de los años llega a formar la Universidad San Pablo CEU, también en Madrid, que sería nombrada en honor al apóstol San Pablo y que, según la legislación del momento, se adscribió a la Universidad Central de Madrid, hasta 1993.

### Fundación Universitaria San Pablo
Ya en 1972, la institución había cambiado su denominación a la de Fundación Universitaria San Pablo CEU, nombre que designaba, no sólo a la Universidad, sino a otros centros vinculados con la asociación, ya que se entendió que si se quería impartir una enseñanza basada en la excelencia académica y el humanismo cristiano debía empezarse por etapas más tempranas de la educación, y es así como surgen las primeras aulas de COU, como la de la calle Claudio Coello de Madrid o la del Paseo Rosales en Molina de Segura, en Murcia. 
En plena Transición y en unos años especialmente difíciles para la Fundación, el CEU empieza a implantar la totalidad de etapas educativas y el concepto de campus académico ligado a todos sus centros, incluidos los colegios. De esta forma, salen las aulas del centro de las ciudades y se impulsan centros como el Colegio de Montepríncipe, en el oeste de Madrid, el de Moncada en Valencia o el de Murcia, situado en el cabezo de las Cinco Flechas, donde priman los espacios verdes y el hecho de estar alejados de toda distracción, normalmente en entornos naturales o de campo abierto. 

### Nuevos centros universitarios
Para la década de los 90 el CEU ya se ha extendido por varias provincias españolas a través de diversas iniciativas, como la Universidad CEU Cardenal Herrera en la Comunidad Valenciana o la Universidad Abad Oliva CEU en Barcelona, que junto a la San Pablo de Madrid, conformarán el triángulo insignia de la Fundación. Asimismo, el siglo XXI traerá nuevos retos y serán centros como las escuelas de negocio las que tomen gran parte del protagonismo, siendo la de Madrid, con sede en la Calle Tutor 35, una de las más prestigiosas de España.

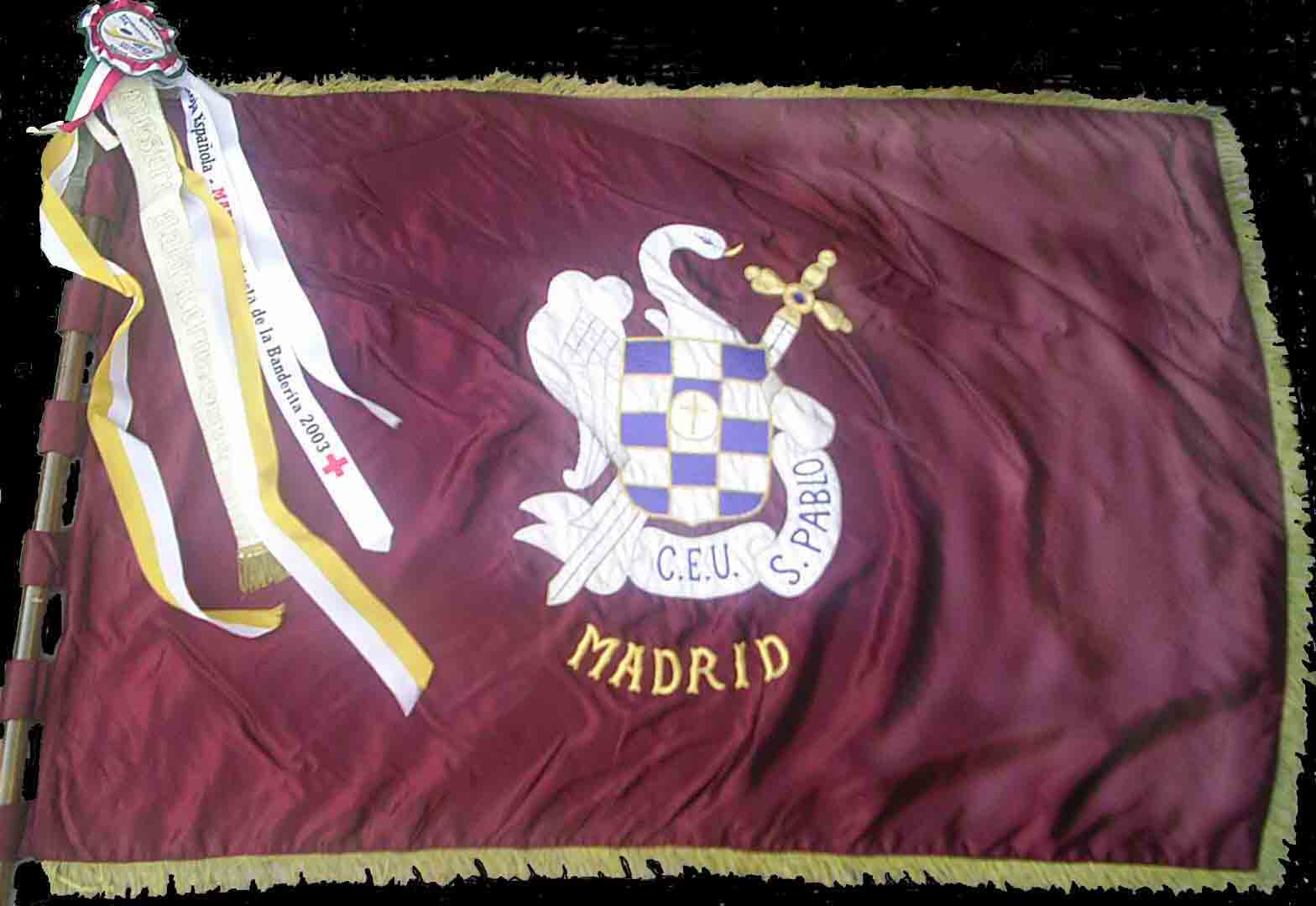
Reverso de la bandera de la Tuna San Pablo-CEU de Madrid donde se observa bordado sobre fondo carmesí el antiguo escudo.

En 2005, bajo una nueva dirección de la obra académica, se decidió unificar bajo la marca CEU todas las entidades que formaban parte de la institución, cambiando el viejo escudo (se utilizaba el del  Cardenal Cisneros como general de la Fundación y emblemas propios junto a éste en algunos de los centros, como el árbol de la vida en la USP) por un nuevo emblema de carácter corporativo, conocido como la aspirina. 
Todos los años en Madrid se llevan a cabo varios actos solemnes de importancia como la apertura de curso, que en varias ocasiones presidió Felipe de Borbón cuando era Príncipe de Asturias, el Congreso Católicos y Vida Pública, la presentación del Informe Anual del Foro de la Familia o la entrega de los Premios Cardenal Herrera, máximos galardones del CEU que se entregan a los ganadores en las diversas categorías.

## CEU Ediciones
CEU Ediciones es el sello editorial de la Fundación, con más de 1.000 libros publicados según la Agencia de ISBN. También publica las revistas Doxa y Constelaciones. Convoca el Premio de Ensayo Sapientia Cordis (desde 2023).

## Organización y dirección
Desde septiembre de 2019, el director general del CEU es el abogado Javier Mª Tello Bellosillo (1963). El presidente del patronato es el historiador Alfonso Bullón de Mendoza y Gómez de Valugera y el vicepresidente Marcelino Oreja Aguirre.

## Centros dependientes
- Universidades
  - Universidad CEU San Pablo (Madrid)
  - Universidad Abad Oliva CEU (Barcelona)
  - Universidad CEU Cardenal Herrera (Valencia)
  - Universidad CEU Fernando III (Sevilla)
- Centros adscritos
  - Centro de Estudios Universitarios "Cardenal Spínola", adscrito a la Universidad de Sevilla.
- Colegios
  - Colegio CEU San Pablo Montepríncipe (Madrid)
  - Colegio CEU San Pablo Claudio Coello (Madrid) - Actualmente localizado en la calle Martín de los Heros, aunque ha conservado su nombre histórico
  - Colegio CEU San Pablo Sanchinarro (Madrid)
  - Colegio CEU San Pablo (Murcia)
  - Colegio CEU San Pablo (Valencia)
  - Colegio CEU San Pablo (Sevilla)
  - Colegio CEU Jesús María (Alicante)
  - Colegio CEU Virgen Niña (Vitoria)
- Centros de Formación Profesional
  - Instituto Superior de Estudios Profesionales (Madrid) - Antes denominado Luis Vives-CEU
  - Instituto Superior de Estudios Profesionales (Sevilla)
  - Escuela Universitaria de Magisterio CEU (Vigo)
- Centros de Investigación y formación para la docencia
  - Centro de Estudios, Formación y Análisis Social (CEU-CEFAS)
  - Instituto CEU de Estudios Históricos
  - Instituto de Estudios Europeos
  - Instituto de Humanidades Ángel Ayala
  - Centro de Documentación Europea
  - Instituto de Posgrado
  - Instituto Universitario CEU Alimentación y Sociedad
- Escuelas de negocios
  - Escuela de Negocios CEU Castilla y León

## Premios
La Fundación Universitaria San Pablo CEU recibió en 2009 la medalla de oro de la Comunidad de Madrid en reconocimiento a sus más de 70 años de experiencia en el ámbito de la enseñanza y la Licencia de Uso de la Marca de Garantía Madrid Excelente por su gestión empresarial.
En 2009 obtuvo el Premio Españoles Ejemplares que entrega la Fundación DENAES (DENAES) en la categoría de «virtud cívica».
El expresidente colombiano Álvaro Uribe Vélez recibirá el II premio "La Puerta del Recuerdo" que concede el Observatorio Internacional de Víctimas del Terrorismo de la Fundación Universitaria San Pablo CEU española.